# 日本クレーン協会
一般社団法人日本クレーン協会（いっぱんしゃだんほうじん にほんクレーンきょうかい）は、クレーン、エレベーター、建設用リフト、簡易リフト、ゴンドラ関係の会員で構成する業界団体。元厚生労働省所管。

## 概要
- 所在：東京都品川区東五反田1丁目13番12号
- 設立：1962年9月5日
- 会長：北山宏幸